# Single data rate

Comparaison des moments de transfert des données en single data rate, double data rate et quad data rate.

Un bus informatique ou une mémoire vive fonctionnant en single data rate ou SDR est un bus informatique ou une mémoire vive qui transfère des données une seule fois par impulsion d'horloge.
En comparaison, un bus informatique ou une mémoire vive fonctionnant en double data rate ou en quad data rate transfère des données deux ou quatre fois par impulsion d'horloge.